# Fuentealbilla

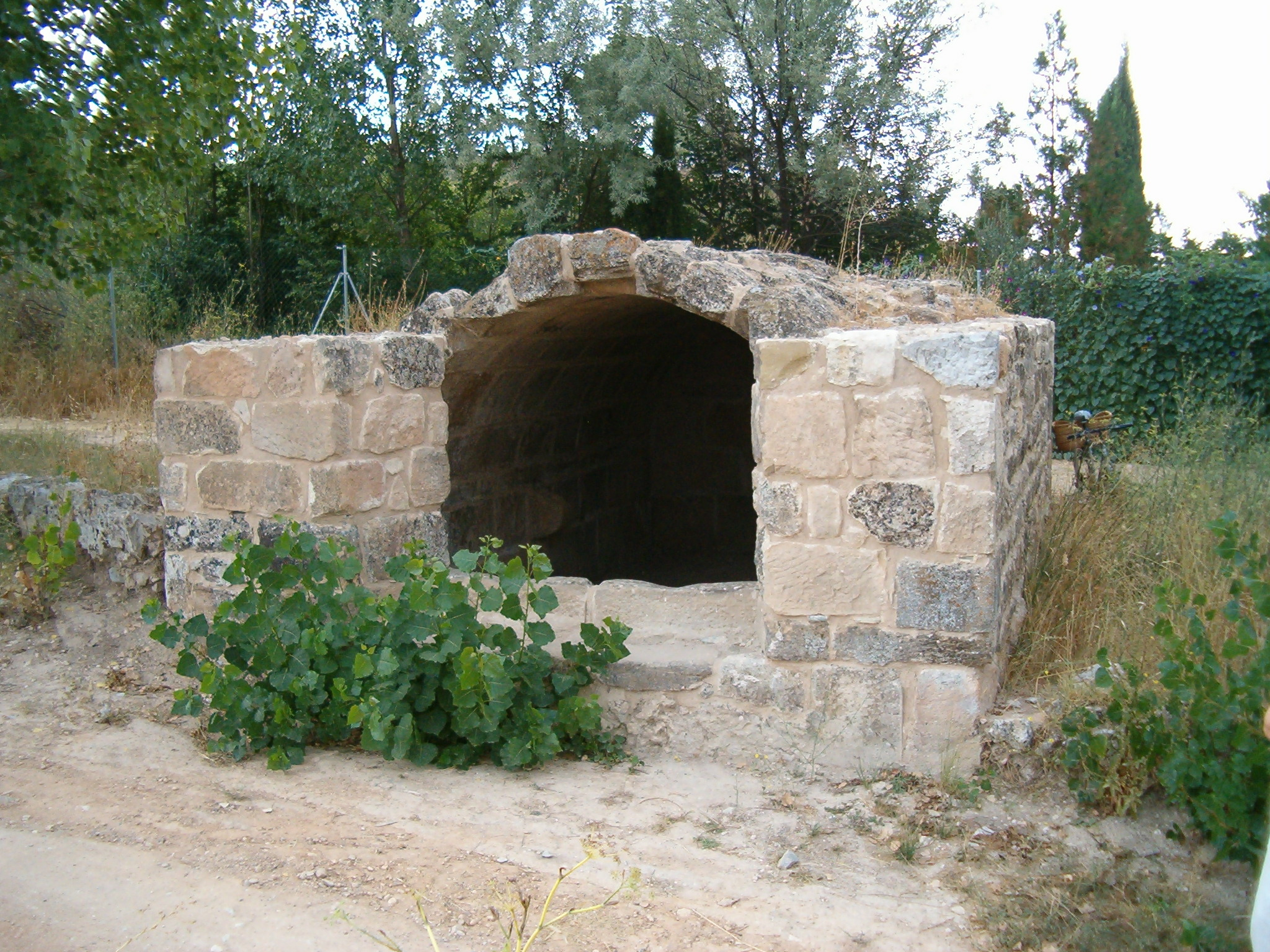
Roman cistern in Fuentealbilla.

Fuentealbilla là một đô thị ở tỉnh Albacete nằm ở cộng đồng tự trị Castile-La Mancha của Tây Ban Nha. Đô thị Vilagrassa có diện tích là 108,29 ki-lô-mét vuông, dân số năm 2009 là 2071 người với mật độ 19 người/km². Đô thị Vilagrassa có cự ly km so với tỉnh lỵ Albacete.